# Hydriris bornealis
Hydriris bornealis is een vlinder uit de familie van de grasmotten (Crambidae), uit de onderfamilie van de Spilomelinae. De wetenschappelijke naam van deze soort is voor het eerst gepubliceerd in 1875 door Cajetan Freiherr von Felder, Rudolf Felder en Alois Friedrich Rogenhofer.
De soort komt voor in Maleisië (Sarawak).